# 奥通维尔
奥通维尔（法語：Ottonville，法語發音：[ɔtɔ̃vil]；洛林法兰克语：Ottendroff）是法国摩泽尔省的一个市镇，属于福尔巴克-布莱摩泽尔区。

## 地理
奥通维尔（49°13'6"N, 6°31'16"E）面积15.71 平方千米，位于法国大東部大區摩泽尔省，该省份为法国东北部内陆省份，是洛林的一部分，西南接默尔特-摩泽尔省，东临下莱茵省，北与卢森堡和德国接壤。
与奥通维尔接壤的市镇（或旧市镇、城区）包括：贝唐日、布莱摩泽尔、库姆、当坦、埃布朗日、鲁佩尔当日、泰泰尔尚、瓦尔曼斯泰、韦尔万。

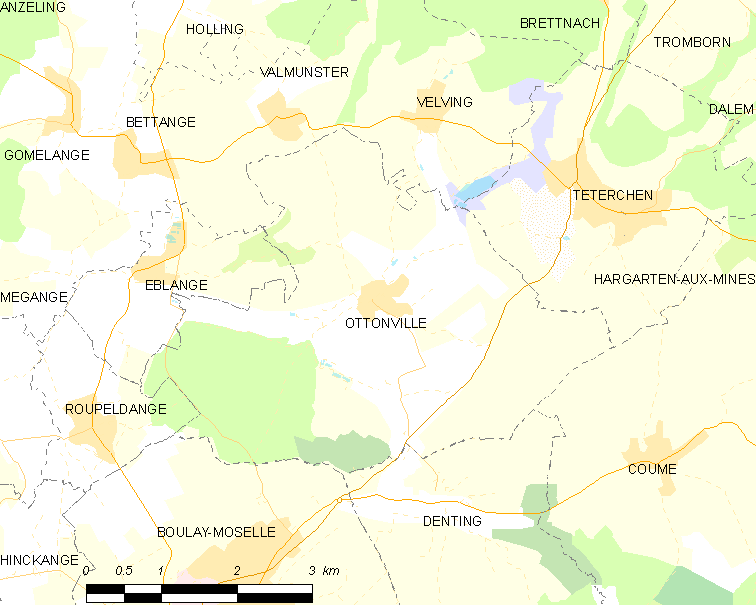
奥通维尔的OSM定位图

奥通维尔的时区为UTC+01:00、UTC+02:00（夏令时）。

## 行政
奥通维尔的邮政编码为57220，INSEE市镇编码为57530。

## 政治
奥通维尔所属的省级选区为布莱摩泽尔县。

## 人口

1962-2008年间奥通维尔人口变化图示

奥通维尔于2022年1月1日时的人口数量为455人。